# Uno Willers
Uno Erik Wilhelm Willers, född 30 oktober 1911 i Oscars församling, död 10 januari 1980, var en svensk historiker och bibliotekarie.

## Biografi
Willers tog 1931 studentexamen, blev 1936 filosofie kandidat och 1939 filosofie licentiat. Han studerade 1933 vid universitetet i Marburg, 1938–1939 i Berlin. Han tjänstgjorde 1931–1936 vid Karolinska institutets bibliotek, 1941–1942 vid Riksdagsbiblioteket och 1942–1946 vid Kungliga biblioteket.
Han blev 1945 filosofie doktor på en studie om Ernst Moritz Arndt och var 1945–1950 docent i historia vid Stockholms högskola. Han var 1946–1947 direktör för Svenska studenthemmet i Paris och samtidigt bibliotekarie vid Bibliothèque Sainte-Geneviève. Han var 1946–1950 föreståndare för Svenska Akademiens Nobelbibliotek. Han var 1950–1952 kansliråd och chef för Utrikesdepartementets arkiv.
Willers var riksbibliotekarie 1952–1977 och var 1947–1967 sekreterare i Svenska akademiens Nobelkommitté.
Willers var 1949–1953 ledamot och från 1954 ordförande i Stockholmsbibliotekens samarbetsnämnd. Från 1953 var han ledamot av styrelsen för Arbetarrörelsens arkiv. Från 1964 var han ledamot av styrelsen för Universitetskanslersämbetet. Han var 1954–1959 ledamot och 1956–1959 vice ordförande av Unescorådet och dess arbetsutskott. Från 1959 var han styrelseordförande i Grafiska institutet, från 1960 styrelseordförande i Stockholms stadsteater, 1961–1967 styrelseordförande i Svenska turistföreningen, från 1965 styrelseordförande i Forskningsbiblioteksrådet. 
Willers var kommendör av Nordstjärneorden, storofficer av Förbundsrepubliken Tysklands Förtjänstorden, kommendör av Isländska Falkens orden, kommendör av norska Sankt Olavs Orden och riddare av franska Hederslegionen. Han var ledamot av Kungl. Samfundet för utgivande av handskrifter rörande Skandinaviens historia, Kungl. Vetenskapsakademien, Kungl. Skytteanska Samfundet och hedersledamot av Kungl. Örlogsmannasällskapet.
Han gifte sig 1939 med Greta Bellinder. De hade fyra barn, födda 1939–1948.
Kungliga biblioteket förvaltar en samling (15 hyllmeter) av Uno Willers handlingar. Till hans 60-årsdag utgavs en festskrift, Bibliotek & historia (1971).

## Tryckta skrifter (urval)
Fullständig förteckning av Anders Rydberg, "Uno Willers' tryckta skrifter 1930 - 30.X. 1971" tryckt i festskriften Bibliotek och historia. Stockholm 1971, s. 370-376.
- Runeberg och Wilhelm von Braun (1934)
- Myntsamlande i samband med trekronorstvisten (1937)
- Det svenska fältboktryckeriet 1805–1808 (1944)
- Tysklands sammanbrott 1918 (1944)
- Tyskland inför sammanbrottet (1944)
- Ernst Moritz Arndt och hans svenska förbindelser (1945), doktorsavhandling om Ernst Moritz Arndt
- Svensk kreditmarknad 1930-1943 (1945)
- Tyskland ett år efter kapitulationen (1946)
- Das schwedische Buch (1947)
- Xavier Marmier och Sverige (1949)
- Utrikesdepartementet i sitt nya hus (1952)
- De vetenskapliga biblioteken 1953/54 (1954)
- Strindberg som biblioteksman (1954)
- Studentstaden (1954)
- Svensk sjöhistorisk litteratur 1800-1943 (1956)
- Gäst i Kina (1961)
- Spöksyn och verklighet (1961)
- Från slottsflygeln till Humlegården (1962)
- Perspektiv på hemlandet (1965)

Personbibliografier
- Professor Nils Ahnlunds tryckta historiska skrifter (1939), tillsammans med andra
- Professor Sven Tunbergs tryckta historiska skrifter (1942)
- Översikt av Helge Almqvists tryckta skrifter (1943 och 1944/45)
- Birger Wedbergs tryckta skrifter (1944, 1946)
- Herbert Tingstens bibliografi (1946)
- Pär Lagerkvists bibliografi (1951)
- Bibliografi över Östen Undéns skrifter (1966)